# Hornungia alpina
Hornungia alpina (también Hutchinsia alpina o Pritzelago alpina) es una especie de planta perteneciente a la familia Brassicaceae. Es nativa de las montañas del sur y centro de Europa, que llega al sur hasta el norte de España (Pirineos y cordillera Cantábrica), centro de Italia y Macedonia del Norte  y, a veces se cultiva como planta ornamental en jardines.